# Микрорайон имени Маршала Жукова
Микрорайон им. Маршала Жукова (Энка) — район Краснодара, находится в Прикубанском округе Краснодара. Расположен в северной части города.

## История
Микрорайон построен турецкой компанией «Энка» в 1994 году в честь чего получил неофициальное название района. Официальное название «Микрорайон имени Г. К. Жукова» присвоено в честь советского полководца и государственного деятеля Жукова Георгия Константиновича
Район застраивался комплексно. Были построены школы, детские сады, поликлиника, магазины.

## Инфраструктура
Микрорайон хорошо развит и автономен. В нём имеются:
- кафе;
- рестораны;
- АЗС;
- супермаркеты;
- магазины;
- торговые центры;
- парки и скверы;
- школы;
- детские сады;
- спортивные клубы, фитнес-центры;
- поликлиники
- памятник Покрышкину